# SpeelfilmEncyclopedie
De SpeelfilmEncyclopedie is een gespecialiseerde encyclopedie die zich richt op films. De Nederlandstalige encyclopedie is gebaseerd op de tekst van Leonard Maltin's filmencyclopedie, waarvan de eerste editie verscheen in 1969 onder de naam TV Movies. In de jaren 90 werd de naam veranderd in Leonard Maltin's TV Movies and Video Guide en later in Leonard Maltin's Movie and Video Guide.
De eerste SpeelfilmEncyclopedie verscheen in 1982 bij Uitgeverij Rostrum Haarlem, waar ook de volgende drie edities verschenen. Medewerkers waren naast Maltin (hoofdredactie) onder andere Fred Bredschneyder, Jan Doense, Robert Eekhof en Ab van Ieperen. De 5e editie werd uitgegeven door Uitgeverij Luitingh-Sijthoff, evenals de 6e en laatste editie, die in 1995 verscheen. De oorspronkelijke Engelstalige editie verschijnt nog steeds elk jaar. De 36e editie van de Engelse versie kwam in september 2014 uit.

## Beschrijving

### Filmbeschrijvingen
De encyclopedie beschrijft een groot aantal bioscoop-, video- en televisiefilms uit de hele wereld. Elk artikel vermeldt van een film de titel, land(en) van herkomst (landcode), jaar, speelduur, filmregisseur en de hoofdrolspelers. Achter de titel kan in voorkomende gevallen extra informatie staan over filmtype en beschikbaarheid van beelddragers. Dit wordt vermeld in de vorm van afkortingen:
- K: kleurenfilm
- TVF: televisiefilm
- ZW: zwart-witfilm
- B: beeldplaat (vanaf de 2e editie)
- V: videocassette (vanaf de 2e editie)

Alternatieve filmtitels verwijzen naar de originele filmtitel: zo verwijzen bijvoorbeeld Het gebeurde in het Westen en Once upon a Time in the West allebei naar de oorspronkelijke Italiaanse titel C'era una volta il West. Naast bovenstaande informatie staat onder elke filmtitel een korte filmbespreking en -waardering. Deze waardering wordt uitgedrukt in sterren. Dit sterwaarderingssysteem loopt van 0 tot 4 sterren. De betekenis van de sterren is als volgt:
- - meesterwerk
- ½ - zeer goed
- - goed
- ½ - bovengemiddeld
- - gemiddeld
- ½ - matig
- - zwak
- ½ - slecht
- 0 - niets

Bij televisiefilms wordt overigens een afwijkend beoordelingssysteem gebruikt: hierbij bestaan slechts drie waarde-oordelen: GOED, GEMIDDELD en ZWAK.

### Overige informatie
Naast de filminformatie, die het grootste gedeelte van de encyclopedie beslaat, bevat deze ook een groot aantal filmfoto's, een gebruiksaanwijzing en een begrippenlijst, waarin veelgebruikte woorden uit de filmindustrie worden verklaard. In enkele edities staan ook lijsten met oscarwinnaars en pseudoniemen van regisseurs en acteurs.

## SpeelfilmEncyclopedie-edities
| Editie | Jaar | Films  | Foto's | Blz. | ISBN       | Opmerkingen                               |
| ------ | ---- | ------ | ------ | ---- | ---------- | ----------------------------------------- |
| 1      | 1982 | 20.000 | 1000+  | 464  | 9032805002 |                                           |
| 2      | 1984 | 27.500 | 1250+  | 656  | 9032805010 |                                           |
| 3      | 1986 | 40.000 | 2000+  | 960  |            |                                           |
| 4      | 1988 | 50.000 |        | 1184 | 9032806912 |                                           |
| 5      | 1992 | 60.000 | 2750+  | 1408 | 9024517974 |                                           |
| 6      | 1995 | 65.000 | 1800+  | 1850 | 9024513286 | 2 delen: A-L (960 blz.) en M-Z (890 blz.) |